# Kościół św. Mikołaja w Valletcie
Kościół św. Mikołaja (malt. Il-Knisja ta' San Nikola, ang. Church of Saint Nicholas), znany również jako Kościół Dusz Wszystkich (malt. Il-Knisja tal-Erwieħ, ang. Church of All Souls) – greckokatolicki kościół w Valletcie na Malcie, dedykowany Świętemu Mikołajowi. Zbudowany pierwotnie jako grecki kościół prawosławny w roku 1569, w roku 1639 przekazany Bractwu Dusz Czyśćcowych, które przebudowało go w stylu barokowym w roku 1652. Przekazany z powrotem kongregacji greckokatolickiej w roku 2014.

## Historia
Kościół św. Mikołaja został oryginalnie zbudowany w roku 1569 jako kościół parafialny Greckiego Kościoła Prawosławnego rytu bizantyjskiego. Grecki Kościół Katolicki powstał po unii brzeskiej w latach 1595–96. W roku 1639 proboszcz Papas Giovanni Metaxi zdecydował odłączyć się od kościoła prawosławnego i dołączyć do Greckiego Kościoła Katolickiego. Jednocześnie przekazał kościół Bractwu Dusz Czyśćcowych.
W roku 1652 budynek kościoła został całkowicie przebudowany według projektu architekta Francesco Buonamiciego. Relacje pomiędzy parafią a Bractwem zostały ustalone przez konkordat, podpisany 17 września 1766 roku.

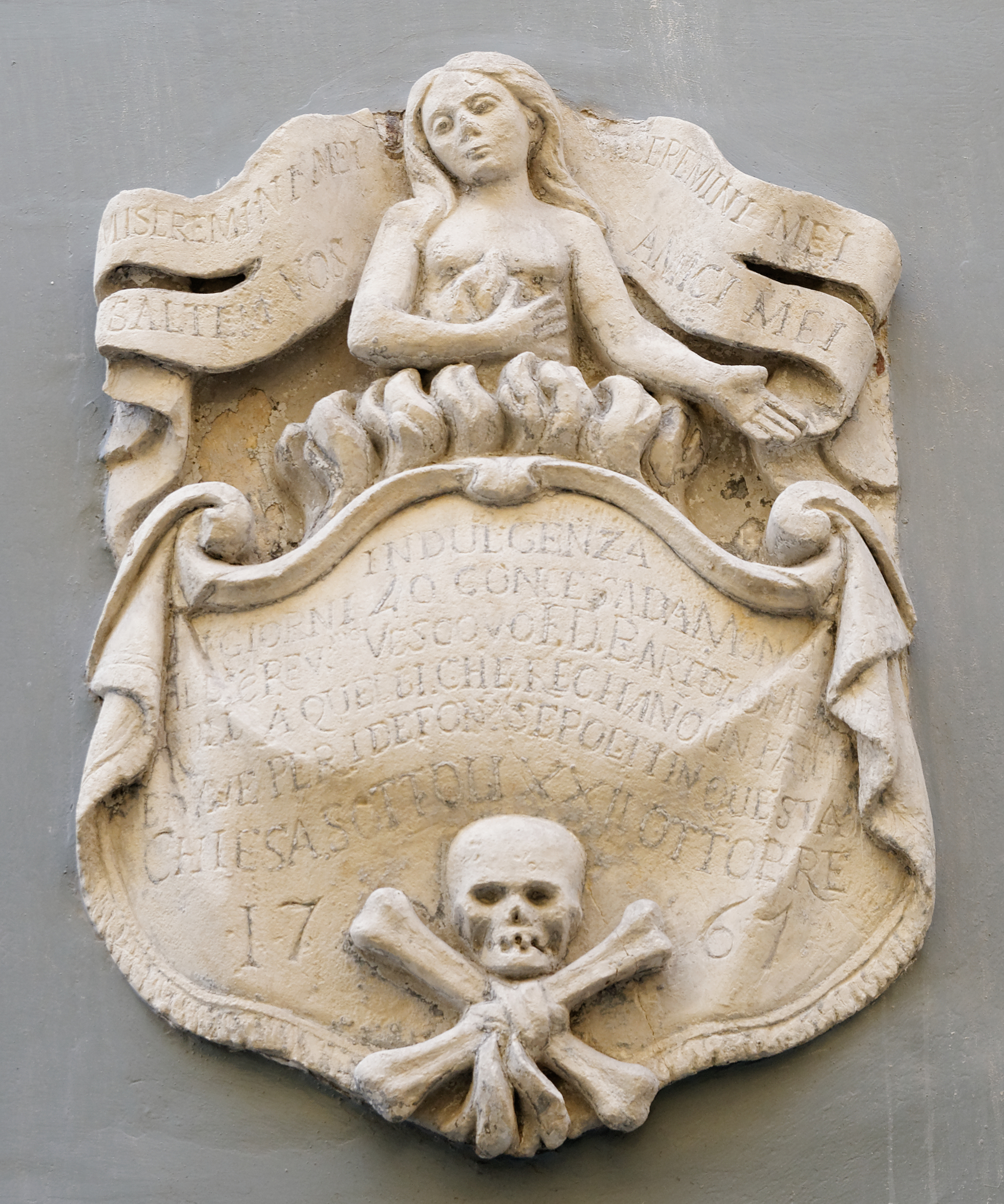
XVIII-wieczny relief, znajdujący się na zewnątrz kościoła, dotyczący 40-dniowego odpustu

Budynek kościoła ucierpiał poważnie od bombardowań lotniczych podczas II wojny światowej. Odbudowany do roku 1951, prace zawierały również całowitą rekonstrukcję fasady.
Kościół został formalnie przekazany z powrotem lokalnej kongregacji greckokatolickiej w roku 2014. Dziś jest używany przez wyznawców rytu łacińskiego, jakkolwiek podlega greckokatolickiemu archimandrycie Fr. George'owi Mifsud Montanaro. Greckokatolicka liturgia rytu bizantyjskiego celebrowana jest codziennie w pobliskim kościele Matki Bożej z Damaszku. W kościele odprawiane są również niedzielne liturgie Miłosierdzia dla członków Serbskiego Kościoła Prawosławnego i Rumuńskiego Kościoła Prawosławnego.
Dziś kościół jest zabytkiem narodowym klasy 1 i jest również wpisany na listę National Inventory of the Cultural Property of the Maltese Islands pod nr 00536.

## Architektura kościoła

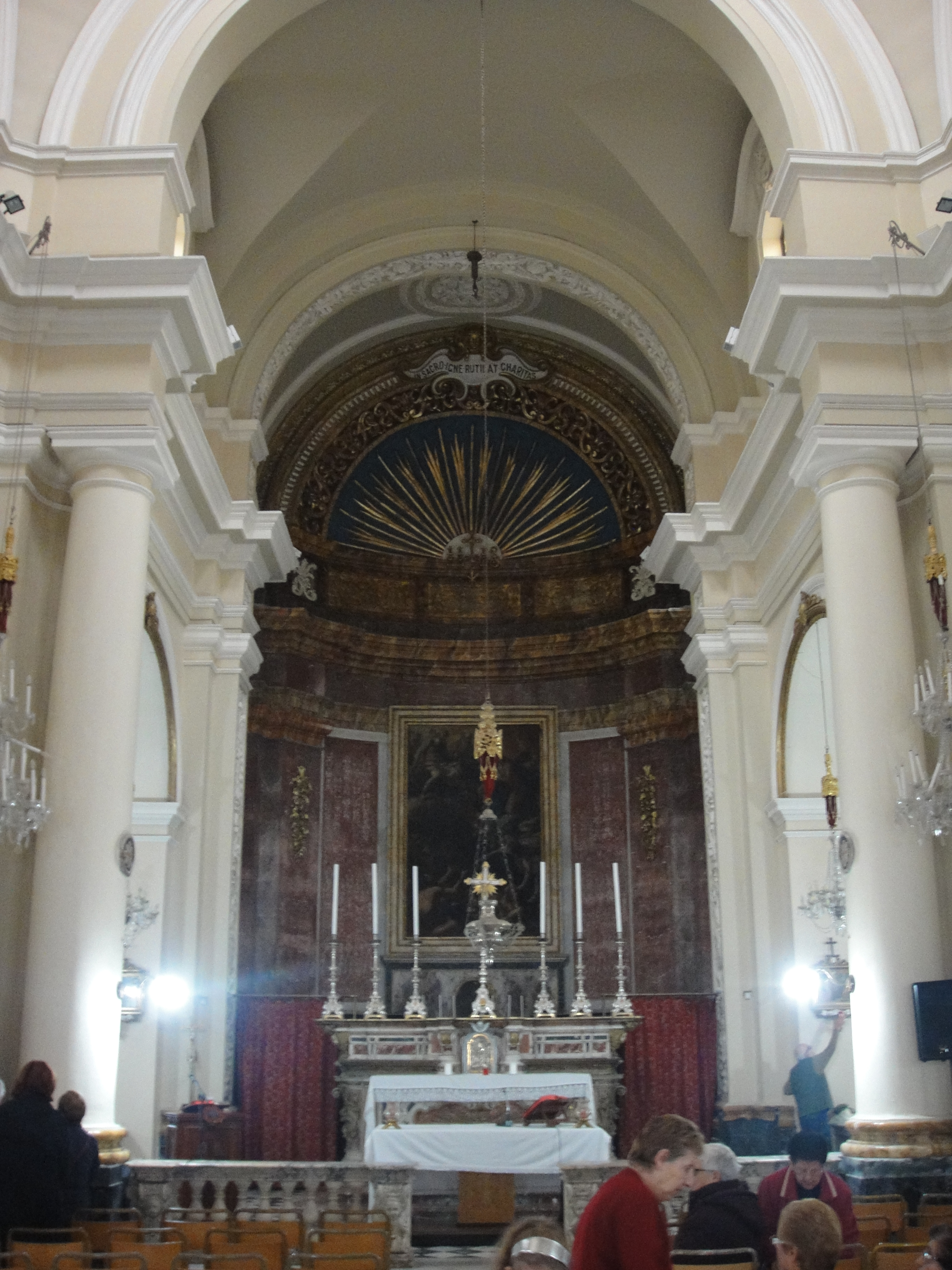
Wnętrze kościoła

Kościół św. Mikołaja zbudowany jest w stylu barokowym. Jego fasada podzielona jest na trzy trakty na poziomie parteru, z pojedynczym centralnym traktem na wyższej części. Budynek postawiony jest na planie krzyża greckiego z centralnie umieszczoną kopułą, wspieraną przez cztery wolnostojące kolumny. Kościół posiada stalle, umiejscowione w apsydzie, z niewielką zakrystią poza nią. Pojedyncza dzwonnica umiejscowiona jest na tyłach kościoła.